# Марк Аврелий Котта (претор)
Марк Авре́лий Ко́тта (лат. Marcus Aurelius Cotta; умер после 49 года до н. э.) — римский политический деятель из плебейского рода Аврелиев Котт, предположительно, занимавший должность претора не позднее 51 года до н. э.

## Биография
В сохранившихся источниках в связи с событиями 50—40-х годов до н. э. дважды упоминается нобиль по имени Марк Аврелий Котта; предположительно, это был один и тот же человек. В 49 году до н. э., когда началась гражданская война между Гаем Юлием Цезарем и Гнеем Помпеем, некто Марк Аврелий Котта, сторонник Помпея, был наместником Сардинии (возможно, в ранге претория, то есть бывшего претора). В том же году он был изгнан из провинции жителями Каралиса и бежал в Африку к помпеянцу Публию Аттию Вару.
Марк был женат на Кальпурнии (по одной из версий, дочери неоднократного коллеги Юлия Цезаря по курульным магистратурам Марка Кальпурния Бибула) и имел от неё трёх детей: сына, адоптировавшего своего племянника, Марка Аврелия Котту Максима, ординарного консула 20 года, и двоих дочерей, старшая из которых стала супругой Марка Лоллия, консула 21 года до н. э., а младшая — женой Марка Валерия Мессалы Корвина, консула-суффекта 31 года до н. э.